# 제1대 오클랜드 백작 조지 에덴

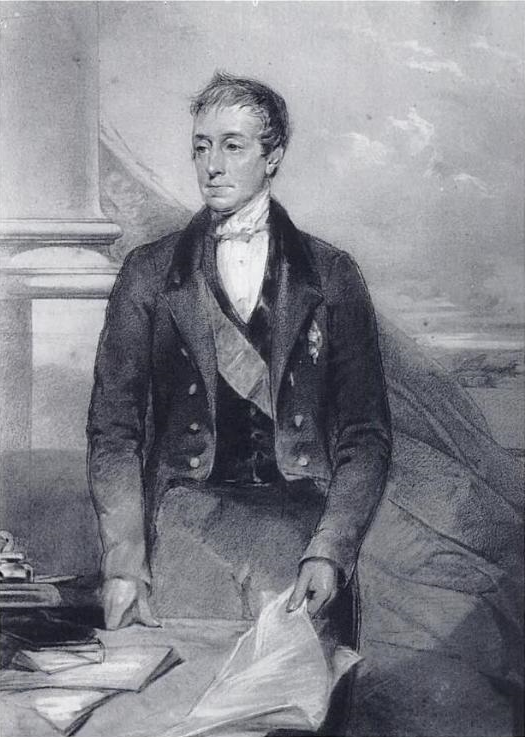
오클랜드 백작

제1대 오클랜드 백작 조지 에덴(George Eden, 1st Earl of Auckland)은 영국의 휘그당 소속 정치인이자 식민지 행정관이다. 인도 총독과 영국 해군 제1대신(First Lord of the Admiralty)을 역임하였다.
오클랜드는 아일랜드의 수석비서관 윌리엄 에덴과 엘리노어(민토 경의 막내동생)의 둘째 아들로 켄트주 베커넘에서 태어났다.
1836년부터 1842년까지 인도 총독으로 재임하며, 영국령 인도 제국의 최고 행정관이자 군주 대리인으로 활동하였다. 그의 임기 중에는 영국-아프가니스탄 전쟁이 있었으며, 이 전쟁은 영국에게 큰 실패로 기록되었다. 인도 총독은 영국 동인도 회사 및 영국 정부를 대표해 인도 전역을 통치하는 막강한 권한을 가졌으며, 오클랜드 역시 이러한 역할을 수행하였다.